# 1690-ті до н. е.

## Правителі
- Ассирія: царі Бел-Бані, Лібайя.
- Вавилонія: цар Абі-ешу; правив прибл. 1712-1684 до н. е., з I Вавилонської (аморейської) династії.